# Contea di De Baca
La contea di De Baca, in inglese De Baca County, è una contea dello Stato del Nuovo Messico, negli Stati Uniti. La popolazione al censimento del 2000 era di 2 240 abitanti. Il capoluogo di contea è Fort Sumner.

## Geografia

### Contee confinanti
- Contea di Guadalupe - nord
- Contea di Quay - nord-est
- Contea di Roosevelt - est
- Contea di Chaves - sud
- Contea di Lincoln - ovest

## Storia
La contea fu creata nel 1917 e fu chiamata così in onore di Ezequiel C. de Baca, governatore del Nuovo Messico.

## Unità amministrative
Nella contea si trova il village di Fort Sumner e il CDP di Lake Sumner.